# 木下芳宣
木下 芳宣（きのした よしのぶ）は、日本の弁護士。南山大学法科大学教授や、愛知県弁護士会会長、日本弁護士連合会副会長を務めた。

## 人物・経歴
名古屋大学法学部卒業後、1984年弁護士登録。南山大学法科大学教授等を経て、2018年から愛知県弁護士会会長及び日本弁護士連合会副会長を務め、生活保護法改正への反対運動などにあたった。